# FC Lienden
El FC Lienden és un club de futbol de Lienden, Països Baixos. El club es va fundar l'1 d'agost de 1930.

## Història
A la dècada de 2010, el club va tenir un ascens a través de la piràmide del futbol neerlandès, sota la direcció de l'exjugador professional Hans Kraay Jr., que va exercir com a entrenador en cap del 2004 al 2011. Va tornar a Lienden posteriorment el 2016.
El 12 de novembre de 2008, el club va guanyar l'atenció nacional en derrotar el Vitesse Arnhem de l'Eredivisie per 1-0 a la tercera ronda de la Copa nacional de la KNVB. En els vuitens de final va ser derrotat per 2-0 pel Roda JC després de la pròrroga.
L'any 2010 el club va ascendir a la Topklasse, el tercer nivell semiprofessional neerlandès recentment establert. A partir de la temporada 2016-2017, el club va jugar a la recentment establerta Tweede Divisie. El 18 de desembre de 2018, el Lienden es va retirard'aquesta competició a causa de dificultats financeres però finalment va trobar fons per continuar. El 2019 va ser eliminat de la Tweede Divisie per l'ASWH.
El 7 d'abril de 2020, el Lienden va retirar definitivament el seu equip dominical de la Derde Divisie. El club va tenir problemes econòmics durant un temps, que, després que Lienden indiqués que deixaria de patrocinar-lo i de no ser possible trobar un nou patrocinador principal.